# Newbury Park (stanice metra v Londýně)
Newbury Park je stanice metra v Londýně, otevřená 1. května 1903. Ve 40. letech 20. století byla stanice přestavěna pod vedením Olivera Hilla. Po přestavbě byla znovu otevřena 6. července 1949. Roku 1956 byla původní budova zbořena, kvůli stavbě dálnice. Stanice má dvě postranní nástupiště. Autobusové spojení zajišťují linky: 66, 296 a 396. Stanice se nachází v přepravní zóně 4 a leží na lince:
- Central Line mezi stanicemi Gants Hill a Barkingside.

| Rok  | Počet cestujících |
| ---- | ----------------- |
| 2011 | 3,92 mil.         |
| 2012 | 3,93 mil.         |
| 2013 | 4,40 mil.         |
| 2014 | 4,62 mil.         |